# دریاچه ووژه
دریاچه ووژه (انگلیسی: Lake Vozhe) یک دریاچه در استان ولوگدای کشور روسیه است.